# Berta albiplaga
Berta albiplaga är en fjärilsart som beskrevs av W. Warren 1893. Berta albiplaga ingår i släktet Berta och familjen mätare. Inga underarter finns listade i Catalogue of Life.